# 莱布吕莱
莱布吕莱（法語：Les Brulais，法語發音：[le bʁylɛ]）是法国伊勒-维莱讷省的一个市镇，位于该省西南部，属于勒东区。

## 地理
莱布吕莱（47°53'20"N, 2°2'35"W）面积11.96 平方千米，位于法国布列塔尼大區伊勒-维莱讷省，该省份为法国西北部沿海省份，位于布列塔尼半岛东部，北濒大西洋，西接阿摩尔滨海省和莫尔比昂省，南至大西洋卢瓦尔省，西南端接曼恩-卢瓦尔省，东临马耶讷省，东北与芒什省接壤。
与莱布吕莱接壤的市镇（或旧市镇、城区）包括：盖尔、孔布莱萨克、卡朗图瓦尔、瓦勒达纳斯特。

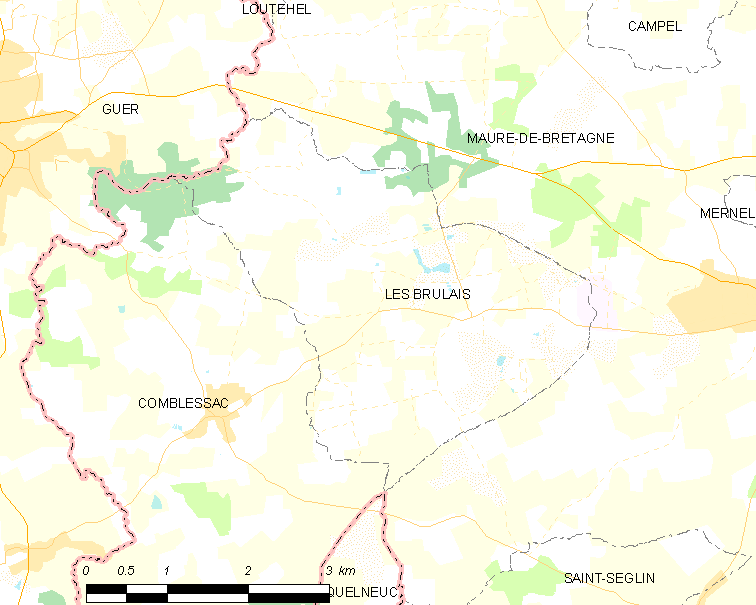
莱布吕莱的OSM定位图

莱布吕莱的时区为UTC+01:00、UTC+02:00（夏令时）。

## 行政
莱布吕莱的邮政编码为35330，INSEE市镇编码为35046。

## 政治
莱布吕莱所属的省级选区为吉尚县。

## 人口

1962-2008年间莱布吕莱人口变化图示

莱布吕莱于2022年1月1日时的人口数量为541人。